# ヤブラン
ヤブラン（藪蘭、薮蘭、学名：Liriope muscari）は、キジカクシ科ヤブラン属に属する多年草。別名リリオペ、サマームスカリ、広義でプラティフィルラともよばれる。中国植物名は、禾葉土麦冬（かようどばくとう）。

## 名称
和名ヤブランの由来は、やぶに生え、葉の形がランに似ていることからこの名が付けられたと言われている。地方により、テッポウダマ（福島県）、ネコノメ（新潟県）ジャガヒゲ（岐阜県）、インノシポ（鹿児島県）などの地方名でも呼ばれている。
外国名は、英語で big blue lily-turf 。漢名（中国）では、「麦門冬」と書かれ、「松寿蘭」は誤用とする説もある。

## 特徴
東アジアに分布する。中国や朝鮮半島、日本では全土、主に関東以西の本州・四国・九州・沖縄に分布する。山野の林内で樹木の下草として自生する。庭園の日当たりの良くないところの下草や、縁取りなどに植えられている。
多年草で、多数の葉が群がり大きな株になる。根は連珠状、葉は根生し、草丈は30 - 60センチメートル (cm) ほどになる。葉は濃緑色で線形、厚くて光沢があり、長さは30 - 60 cm、幅は7 - 12ミリメートル (mm) と細長くて、7 - 11本の葉脈があり、先は垂れる。
開花期は夏から秋（7 - 10月ころ）。株の葉の間から多数の花茎が立ち上がり、高さは30 - 50 cmになり、花茎上に長さ8 - 12 cmの穂状花序を形成して、多数の淡紫色の小さな花を密につけて咲かせる。花の花被片は楕円形で6枚、雄しべは6本、雌しべは1本からなる。子房は平たい円盤状で花の上から見え、1花柱があり、花柱の先端は裂けていない。子房の中には6つの胚珠が入っている。
やがて秋には直径5 mmほどの球形の種子を露出して付け、光沢があって、まるで果実のように見え、熟すと緑色から黒紫色へ変わり目立つようになる。ヤブランの果実は皮が早く落ちて、種子がむき出しになる変わった性質を持っている。種子は、1つの花（子房）から普通2 - 4個ぐらいがかたまって育つ。

## 利用

### 鑑賞
ガーデニングの素材やグランドカバーとして、広く用いられている。園芸品種には、斑入りの葉や白葉の品種があり、庭の木陰で栽培され、花期以外にも鑑賞される。鉢やプランターに植えて、楽しまれながら増産して用いられたりする。

### 薬用
根の紡錘状に肥大した部分は、ベータフィトステロール、粘液質、ブドウ糖などが含まれている。一般に粘液質は、皮膚や粘膜面に付着して薄い膜をつくり、外部の刺激を防いで炎症を鎮める効果があると考えられていて、漢方では、滋養強壮、のどの腫れ、せきを鎮める鎮咳の目的で処方、配剤される。
3 - 5月ころに株分けする際や夏に、ひげ根の肥大した塊根を採集して、水洗いして天日干ししたものが生薬となり、麦門冬（ばくもんとう）と呼んでいる。麦門冬は、同じ仲間の植物で小型のジャノヒゲ（麦冬、別名：リュウノヒゲ）、ヒメヤブラン（小麦冬）、コヤブラン（大葉麦冬）の塊根も同様に呼び、薬効も同様に取り扱われている。
滋養強壮や、病後の体力回復、風邪の咳止めに、のどの腫れに、麦門冬1日量5 - 10グラムを、約600 ccの水で半量になるまでとろ火で煮詰めて煎じた液を、食間3回に分けて服用する用法が知られている。乾燥したところをうるおしながら熱を取る薬草で、咳やのど・鼻孔・口の乾燥によいと言われている。手足がほてりやすい人には良いが、寒がりや冷え症の人への長期連用は禁忌と言われている。